# Estação de Campainha
Campainha é uma estação do Metro do Porto situada na cidade de Rio Tinto, no concelho de Gondomar. É a terceira estação de metropolitano no território gondomarense. O seu nome anterior era Lourinha mas foi alterado para Campainha, um mês antes da inauguração, facto que já aconteceu com outras estações da rede como: Estádio do Mar, Parque Real, João de Deus ou Combatentes. É a única estação da expansão exclusiva da Linha F que possui três plataformas/cais.